# Besi Merah Putih
Besi Merah Putih (que em língua indonésia significa cetro de ferro rubro e branco, numa alusão à bandeira nacional) é um grupo contrário à independência de Timor-Leste. O grupo é originário da vila de Maubara e operava geralmente no distrito de Liquiçá.
O grupo é acusado de várias atrocidades e terrorismo, incluindo a queima de casas, assassinato e estupro durante a campanha de independência do país em 1999. Após a intervenção das forças armadas da Austrália e Nova Zelândia, o grupo desbaratou-se pela floresta.